# 施恕
施恕（1438年—？），字勉仁，浙江衢州府開化縣人，匠籍，明朝政治人物。進士出身。

## 生平
十月初九日生。早年出身國子生，成化元年（1465年）乙酉科浙江鄉試第七十三名。成化十四年（1478年）戊戌科會試第三百三十名，殿試登進士第三甲第一百五十五名。官至湖广岳州府知府。

## 家族
曾祖父施均遂。祖父施文珍。父亲施景榮。母胡氏，继母项氏。具慶下。弟懋、聪。娶虞氏。